# Wolfgang Kallab
Wolfgang Kallab (Prostějov, 5 de julio de 1875 – Viena, 27 de febrero de 1906) fue un historiador de arte austríaco que redescubrió el legado artístico del pintor barroco Caravaggio.Científico prometedor y respetado en su campo, su carrera terminó con una muerte prematura por las lesiones sufridas en una caída.
Su padre, que provenía de una familia alemana adinerada, trató de brindar a sus hijos la mejor educación posible, y no solo los conflictos nacionales y sociales en Prostějov, sino también el pequeño número de escuelas alemanas que impartían educación superior lo hicieron abandonar su práctica jurídica y se trasladó a Estiria. Aquí comenzó a dedicarse a la historia del arte y con ello influyó en los intereses de su hijo Wolfgang, que por lo demás era polifacético. 
Wolfgang destacó en la escuela, tocaba el violín y, a petición de su padre, comenzó a estudiar derecho en Berlín. Después de un viaje a Italia en 1892 en busca de monumentos, se apasionó por las Bellas Artes y aprovechó su estancia de estudios en Berlín para visitar museos y asistir a conferencias de importantes conocedores del arte. Durante el período de preparación para los exámenes estatales, asistió a clases en la Facultad de Filosofía de Graz, donde continuó sus estudios con el apoyo de su padre, y desde 1897 en Viena. Como becario del Instituto Austriaco de Estudios Históricos, permaneció en Roma en los años 1900-1901, donde conoció a fondo, entre otras cosas, la obra de Michelangelo Merisi (Caravaggio).
En 1901 fue llamado a Viena y nombrado asistente de Julius von Schlosser (1866-1938) en el Museo de Historia del Arte. En esta función, aplicó su amplio conocimiento y capacidad para utilizar métodos modernos al trabajar con colecciones de arte. 
Sólo pudo completar algunas de sus obras, como por ejemplo, El desarrollo de la pintura paisajística de Toscana y Umbría en los siglos XIV y XV (Die Entwicklung der toskanischen und umbrischen Landschaftsmalerei im 14. und 15. Jahrhundert), de 1899 e Interpretación de la obra de Miguel Ángel. El Juicio Final (Die Deutung von Michelangelos Jüngstem Gericht), de 1903. La obra sobre Caravaggio quedó incompleta, mientras que su obra dedicada a Giorgio Vasari fue completada por Julius von Schlosser.